# Индия на летних Олимпийских играх 2000
Индия принимала участие в Летних Олимпийских играх 2000 года в Сиднее (Австралия) в двадцать первый раз за свою историю, и завоевала одну бронзовую медаль.

## 03!Бронза

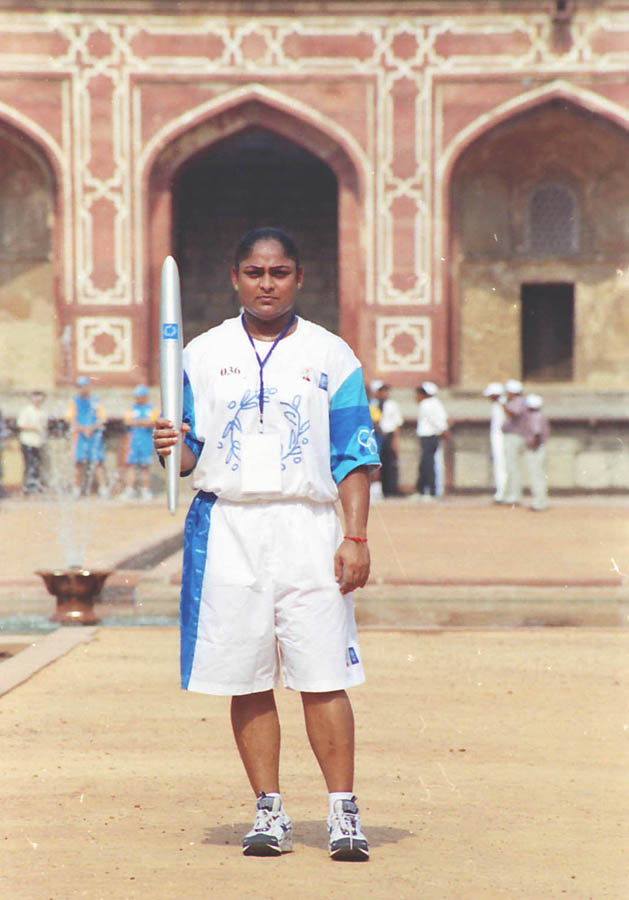
Карнам Маллешвари

- Карнам Маллешвари — тяжёлая атлетика, женщины, до 69 кг.

## Результаты соревнований

### Академическая гребля
В следующий раунд из каждого заезда проходили несколько лучших экипажей (в зависимости от дисциплины). В финал A выходили 6 сильнейших экипажей, остальные разыгрывали места в утешительных финалах B-D.
Мужчины
| Соревнование | Спортсмены                | Предварительный заезд | Предварительный заезд | Предварительный заезд | Отборочный заезд | Отборочный заезд | Отборочный заезд | Полуфинал             | Полуфинал             | Полуфинал             | Финал                 | Финал                 | Итоговое место |
| Соревнование | Спортсмены                | Заезд                 | Время                 | Место                 | Заезд            | Время            | Место            | Заезд                 | Время                 | Место                 | Время                 | Место                 | Итоговое место |
| ------------ | ------------------------- | --------------------- | --------------------- | --------------------- | ---------------- | ---------------- | ---------------- | --------------------- | --------------------- | --------------------- | --------------------- | --------------------- | -------------- |
| двойки       | Касам Кхан Индерпал Сингх | 1                     | 7:09,94               | 5                     | 1                | 7:16,10          | 6                | завершили выступление | завершили выступление | завершили выступление | завершили выступление | завершили выступление | 15             |

### Дзюдо
Соревнования по дзюдо проводились по системе на выбывание. В утешительные раунды попадали спортсмены, проигравшие полуфиналистам турнира. Два спортсмена, одержавших победу в утешительном раунде, в поединке за бронзу сражались с проигравшими в полуфинале.
| Категория | Спортсмен          | 1/16                  | 1/8                      | 1/4                  | Полуфиналы         | Утешительный четвертьфинал | Утешительный полуфинал | За 3 место Финал   | Место |
| Категория | Спортсмен          | Соперник Результат    | Соперник Результат       | Соперник Результат   | Соперник Результат | Соперник Результат         | Соперник Результат     | Соперник Результат | Место |
| --------- | ------------------ | --------------------- | ------------------------ | -------------------- | ------------------ | -------------------------- | ---------------------- | ------------------ | ----- |
| до 52 кг  | Л. Броджешори Деви | Яха (BIH) В 1020—0001 | Кайзер (LIE) В 1000—0000 | Лю (CHN) П 0000—1001 | Не прошла          | Диня (ROU) П 0000—1000     | Не прошла              | Не прошла          | 9     |

### 

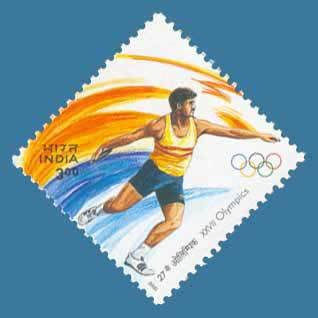
Индийская марка, посвященная метанию диска на Олимпиаде

### Лёгкая атлетика
Мужчины
| Дисциплина     | Спортсмен                                                              | Предварительный раунд | Предварительный раунд | Четвертьфиналы | Четвертьфиналы | Полуфиналы    | Полуфиналы    | Финал     | Финал     |
| Дисциплина     | Спортсмен                                                              | Результат             | Место                 | Результат      | Место          | Результат     | Место         | Результат | Место     |
| -------------- | ---------------------------------------------------------------------- | --------------------- | --------------------- | -------------- | -------------- | ------------- | ------------- | --------- | --------- |
| 400 м          | Парамджит Сингх                                                        | 46,64                 | 48                    | Не прошёл      | Не прошёл      | Не прошёл     | Не прошёл     | Не прошёл | Не прошёл |
| 4×100 м        | Раджив Бала Кришнан Тхиругнан Дураи Анил Кумар Пракаш Аджай Радж Сингх | 40,23                 | 35                    | Не проводится  | Не проводится  | Не прошли     | Не прошли     | Не прошли | Не прошли |
| 4×400 м        | Лиджо Дэвид Ихоттан Джата Шанкар П. Рамачандран Парамджит Сингх        | 3:08,38               | 24                    | Не проводится  | Не проводится  | Не прошли     | Не прошли     | Не прошли | Не прошли |
| прыжки в длину | Санджай Кумар Рай                                                      | NM                    | NM                    | Не проводится  | Не проводится  | Не проводится | Не проводится | Не прошёл | Не прошёл |
| толкание ядра  | Бахадур Сингх                                                          | 18,7 м                | 27                    | Не проводится  | Не проводится  | Не проводится | Не проводится | Не прошёл | Не прошёл |
| толкание ядра  | Шакти Сингх                                                            | 18,4 м                | 32                    | Не проводится  | Не проводится  | Не проводится | Не проводится | Не прошёл | Не прошёл |
| метание копья  | Джагдиш Бишной                                                         | 70,86 м               | 30                    | Не проводится  | Не проводится  | Не проводится | Не проводится | Не прошёл | Не прошёл |

Женщины
| Дисциплина    | Спортсмен                                                 | Предварительный раунд | Предварительный раунд | Четвертьфиналы | Четвертьфиналы | Полуфиналы    | Полуфиналы    | Финал     | Финал     |
| Дисциплина    | Спортсмен                                                 | Результат             | Место                 | Результат      | Место          | Результат     | Место         | Результат | Место     |
| ------------- | --------------------------------------------------------- | --------------------- | --------------------- | -------------- | -------------- | ------------- | ------------- | --------- | --------- |
| 400 м         | К. М. Бинамол                                             | 51,51                 | 1                     | 51,81          | 18             | 52,04         | 15            | Не прошла | Не прошла |
| 4×100 м       | Сарасвати Дей Рачита Мистри В. Джаялакшми Винита Трипатхи | 45,20                 | 23                    | Не проводится  | Не проводится  | Не прошли     | Не прошли     | Не прошли | Не прошли |
| 4×400 м       | Роза Кутти К. М. Бинамол Джинси Филипс Парамджит Каур     | 3:31,46               | 15                    | Не проводится  | Не проводится  | Не прошли     | Не прошли     | Не прошли | Не прошли |
| метание диска | Нилам Сингх                                               | 55,26 м               | 26                    | Не проводится  | Не проводится  | Не проводится | Не проводится | Не прошла | Не прошла |
| метание копья | Гурмит Каур                                               | 52,78 м               | 32                    | Не проводится  | Не проводится  | Не проводится | Не проводится | Не прошла | Не прошла |
| семиборье     | Прамила Ганапати                                          |                       |                       |                |                |               |               | 5548      | 24        |
| семиборье     | Сома Бисвас                                               |                       |                       |                |                |               |               | 5481      | 25        |

### Плавание
Спортсменов — 2
В следующий раунд на каждой дистанции проходили лучшие спортсмены по времени, независимо от места занятого в своём заплыве.
| Соревнование        | Спортсмен                   | Предварительные заплывы | Предварительные заплывы | Полуфиналы | Полуфиналы | Финал     | Финал     |
| Соревнование        | Спортсмен                   | Результат               | Место                   | Результат  | Место      | Результат | Место     |
| ------------------- | --------------------------- | ----------------------- | ----------------------- | ---------- | ---------- | --------- | --------- |
| 200 м вольный стиль | Хакимуддин Шаббир Хабибулла | 1:58,35                 | 50                      | Не прошёл  | Не прошёл  | Не прошёл | Не прошёл |
| 200 м вольный стиль | Ниша Миллет                 | 2:08,89                 | 37                      | Не прошла  | Не прошла  | Не прошла | Не прошла |

### Стрельба
Спортсменов — 3
После квалификации лучшие спортсмены по очкам проходили в финал, где продолжали с очками, набранными в квалификации. В некоторых дисциплинах квалификация не проводилась. Там спортсмены выявляли сильнейшего в один раунд.
Мужчины
| Соревнование                  | Спортсмены     | Квалификация | Место | Финал     | Место     | Всего | Место |
| ----------------------------- | -------------- | ------------ | ----- | --------- | --------- | ----- | ----- |
| Пневматическая винтовка, 10 м | Абхинав Биндра | 590          | 11    | Не прошёл | Не прошёл | 590   | 11    |
| Трап                          | Анвер Султан   | 108          | 26    | Не прошёл | Не прошёл | 108   | 26    |

Женщины
| Соревнование                     | Спортсмены       | Квалификация | Место | Финал     | Место     | Всего | Место |
| -------------------------------- | ---------------- | ------------ | ----- | --------- | --------- | ----- | ----- |
| Винтовка, 10 м                   | Анжали Вендпатак | 394          | 6     | 99,1      | 7         | 493,1 | 8     |
| Винтовка из трёх положений, 50 м | Анжали Вендпатак | 566          | 33    | Не прошла | Не прошла | 566   | 33    |

### Теннис
| Соревнование     | Спортсмены                           | 1/32 финала                | 1/16 финала                          | 1/8 финала                          | Четвертьфинал      | Полуфинал          | Финал              | Место |
| Соревнование     | Спортсмены                           | Соперник Результат         | Соперник Результат                   | Соперник Результат                  | Соперник Результат | Соперник Результат | Соперник Результат | Место |
| ---------------- | ------------------------------------ | -------------------------- | ------------------------------------ | ----------------------------------- | ------------------ | ------------------ | ------------------ | ----- |
| одиночный разряд | Леандер Паес                         | Тильстрём (SWE) П 2:6, 4:6 | Не прошёл                            | Не прошёл                           | Не прошёл          | Не прошёл          | Не прошёл          | 33    |
| парный разряд    | Махеш Бхупати Леандер Паес           | Не проводится              | Павел / Трифу (ROU) В 6:3, 6:4       | Вудфорд / Вудбридж (AUS) П 3:6, 6:7 | Не прошли          | Не прошли          | Не прошли          | 9     |
| парный разряд    | Маниша Малхотра Нирупама Вайдьянатан | Не проводится              | Докич / Стаббс (AUS) П 6:4, 2:6, 2:6 | Не прошли                           | Не прошли          | Не прошли          | Не прошли          | 17    |

### Тяжёлая атлетика
Спортсменов — 2
В рамках соревнований по тяжёлой атлетике проводятся два упражнения — рывок и толчок. В каждом из упражнений спортсмену даётся 3 попытки, в которых он может заказать любой вес, кратный 2,5 кг. Победитель определяется по сумме двух упражнений.
| Категория | Спортсмен         | Вес   | Рывок | Рывок | Рывок | Толчок | Толчок | Толчок | Всего | Место |
| Категория | Спортсмен         | Вес   | 1     | 2     | 3     | 1      | 2      | 3      | Всего | Место |
| --------- | ----------------- | ----- | ----- | ----- | ----- | ------ | ------ | ------ | ----- | ----- |
| до 56 кг  | Тандава Муту      | 55,90 | 105,0 | 110,0 | 112,5 | 130,0  | 135,0  | 135,0  | 245,0 | 16    |
| до 53 кг  | Чхану Санамачха   | 52,16 | 80,0  | 85,0  | 87,5  | 105,0  | 110,0  | 117,5  | 195,0 | 6     |
| до 69 кг  | Карнам Маллешвари | 67,90 | 105,0 | 107,5 | 110,0 | 125,0  | 130,0  | 137,5  | 240,0 | 3     |

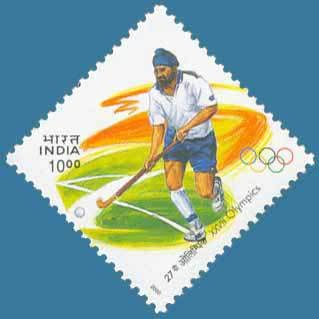
Индийская марка, посвященная хоккею на Олимпийских играх 2000